# Leptochilus washo
Leptochilus washo är en stekelart som beskrevs av Parker 1966. Leptochilus washo ingår i släktet Leptochilus och familjen Eumenidae. Inga underarter finns listade i Catalogue of Life.